# Belka Tobis
Belka Tobis est un chanteur, compositeur et guitariste camerounais.

## Biographie

### Carrière musicale
Belka Tobis est un artiste camerounais dont le thème de prédilection est la femme. Autodidacte, sa carrière musicale est lancée par François Nkotti qui le produit. Il devient lauréat de la chanson Mutzig et reçoit le prix de l’Artiste de l’année au Canal d’Or en 2006. D'autres artistes connus de la scène africaine comme Toto Guillaume mettent en valeur son talent qui puise sa musicalité dans la langue bassa. En effet, la musique en langue Bassa a été vulgarisée par les artistes tels que Belka Tobis ou le groupe X-Maleya dont le leader (Roger Samnig) chante souvent en Bassa.
Il anime le festival Mbog Liaa en 2016.

## Récompenses et nominations
- lauréat de la chanson Mutzig
- 2006: Artiste de l’année au Canal d’Or